# Insigne du souvenir des véhicules de combat

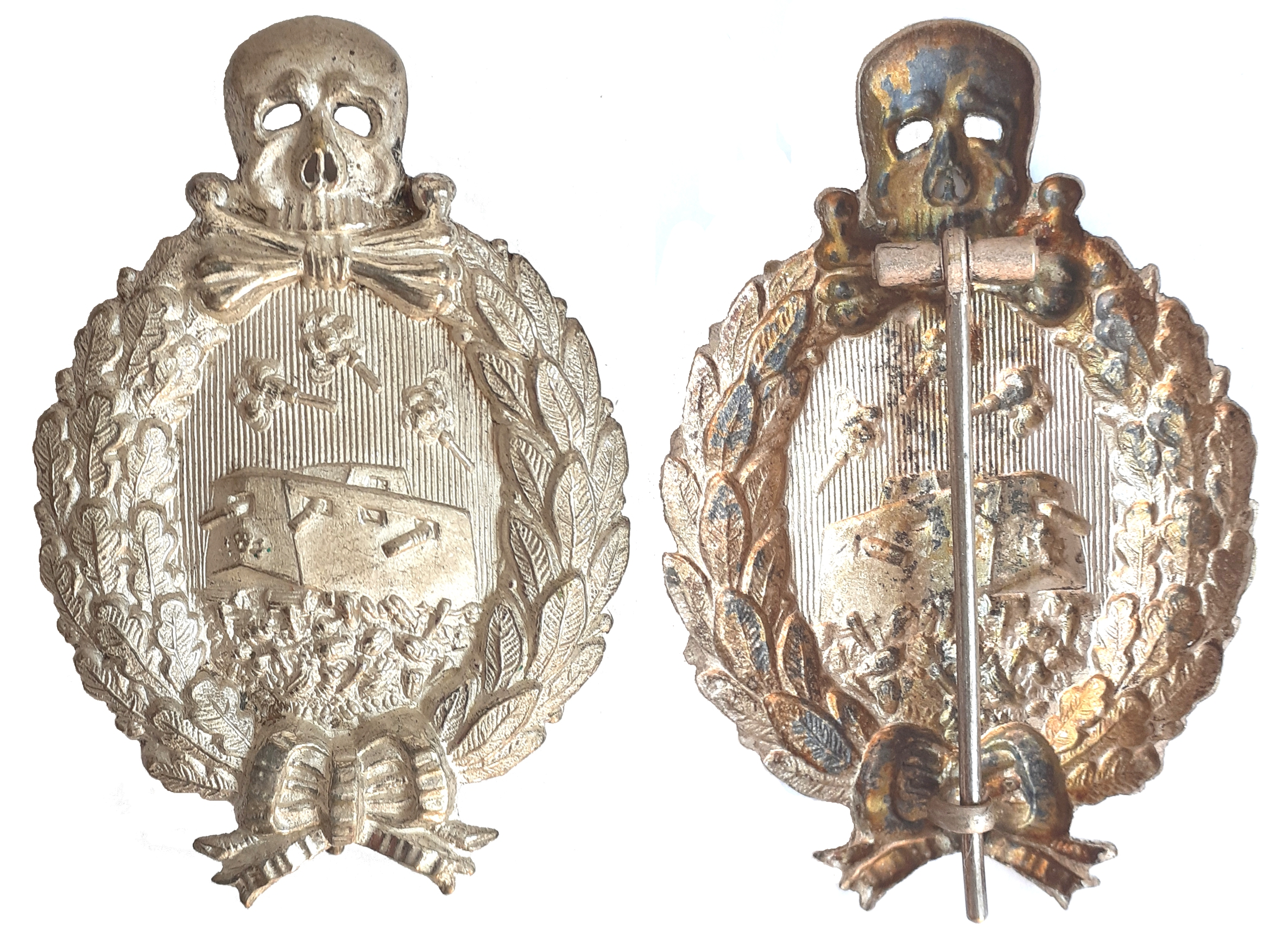
Kampfwagen-Erinnerungsabzeichen

L'Insigne du souvenir des véhicules de combat, ou encore insigne commémoratif des chars de combat (en allemand : Kampfwagen-Erinnerungsabzeichen) est une décoration de la République de Weimar accordée aux anciens équipages des chars allemands ayant combattu lors de la Première Guerre mondiale. Son nom officiel est Erinnerungsabzeichen für die ehemaligen Besatzungen deutscher Kampfwagen, Insigne du souvenir pour les anciens équipages des chars de combat allemands.
Elle fut instituée le 13 juillet 1921 par le Ministre de la défense Otto Gessler et remise à 99 vétérans des Beutetankabteilungen et des chars A7V. Médaille commémorative, elle était aussi distinction honorifique : le vétéran devait demander un certificat attestant d'au moins trois assauts à bord d'un engin, ou y avoir été blessé. 
L'insigne ovale en argent, porté sous la poche de poitrine gauche, représente un A7V stylisé sur un champ de bataille, entouré d'une couronne en deux parties : feuilles de chêne à gauche, feuilles de laurier à droite. Une tête de mort avec tibias croisés surmontent l'ensemble.
Parmi les récipiendaires figurent le colonel Ernst Volckheim (de), théoricien de l'emploi des panzers, et le général SS Sepp Dietrich, à la tête d'importantes formations blindés de la Waffen-SS.